# Liao Zhongkai
Liao Zhongkai (xinès simplificat: 廖仲恺) (San Francisco, 1877 - Guangzhou, 1925) va ser un polític i financer xinès. Amb Sun Yat-sen, Wang Jingwei i Song Jiaoren va ser un dels fundadors de la Aliança Revolucionaria de la Xina o Tongmenghui i líder destacat del Guomintang.

## Biografia
Liao Zhongkai va néixer a San Franciso (Califòrnia) el 23 d'abril de 1877. Un dels 24 fills de Liao Zhubin, un directiu del banc anglès HSBC (Banc de Hong Kong i Shanghai). El 1893 la família va tornar a Hong Kong on Liao va fer els primers estudis. El 1897 es va casar amb He Xiangning, feminista i política xinesa. El 1903 va viatjar al Japó on va estudiar ciències polítiques a la Universitat de Waseda, on va conèixer a Sun, i posteriorment ciències polítiques i economia la Universitat Imperial de Tòquio.
Va morir assassinat a Guangzhou el 20 d'agost de 1925.

## Activitat política i intel·lectual
El 1907 va publicar la traducció de "A Handbook of socialism" de William Dwight Porter Bliss, i va obrir una controvèrsia amb Liang Qichao de com calia orientar el socialisme a la Xina.
Després de la Revolució de 1911, va estar al capdavant de Finances del govern de Guangdong del qual Hu Hanmin havia proclamat la independència, però el fracàs de la "segona Revolució" el 1913 el van expulsar de la Xina i es va instal·lar de nou al Japó; allà es va convertir en un dels col·laboradors més propers i escoltats de Sun Yat-sen i responsable de les finances del partit de Sun.
El juny de 1922, en les primeres lluites internes del Partit, va ser arrestat per ordres de Chen Jiongming, però després de la caiguda de Chen, Liao es va convertir en governador civil de Guangdong des de maig de 1923 fins a febrer de 1924, i de nou de juny a setembre de 1924.
Quan el Partit Nacionalista Xinès es va reformar el 1924, va ser nomenat cap del Departament de Treballadors i després del Departament de Camperols. Més tard es va convertir en ministre de finances del govern del sud, assentat a Guangdong.
Amb l'ajut de l'Unio Soviètica va tenir un paper important en la creació de l'Acadèmia militar de Huangpu, coneguda com Acadèmia Militar Whampoa o Acadèmia Militar del Partit Nacionalista de la Xina, inaugurada el 16 de juny de 1924 i que va tenir com a director a Chiang Kai-shek.

Després de la mort de Sun Yat-sen, Liao que amb Wang Jingwei, formava part de la branca esquerrana del Guomintang va continuar creient en la política de Sun, inclòs el mantenir relacions estretes amb la Unió Soviètica i el Partit Comunista Xinès, a la qual es va oposar fermament l'ala dreta del Guomintang o Partit Nacionalista Xinès.